# Renta feudal
La renta feudal, en terminología del materialismo histórico, era el mecanismo de coerción extraeconómica por el que los estamentos o clases privilegiadas (nobleza y clero) obtenían el excedente de la producción del campesinado en el modo de producción feudal.
La renta feudal podía obtenerse en forma de prestaciones de trabajo (corveas francesas o sernas castellanas, que el siervo tenía que cumplir en la reserva señorial), en especie (partes de la cosecha, como el diezmo a pagar a la Iglesia) o en los dineros (de muy escasa circulación durante la Alta Edad Media). En cualquier caso, la justificación para el cobro no era tanto la propiedad de la tierra (un término muy confuso en un contexto jurídico feudal, en que todos los agentes disponen de algún derecho sobre ella) sino de la posición social predominante de nobleza y clero, justificada ideológicamente (orden social perfecto de oratores, bellatores y laboratores) y mantenida por la violencia constante de guerras, invasiones y situación de frontera.
Mientras que el interés económico del siervo (o cualquier forma jurídica de campesino sometido a régimen señorial) era aumentar la producción en su propio beneficio, era interés del señor intentar impedir la existencia de ese beneficio, localizando cualquier forma de excedente productivo para situar sobre él un impuesto, carga feudal o derecho señorial de cualquier tipo (bien fuera por derecho de paso, pontazgo, portazgo, monopolio señorial de molino, tienda, taberna, roturación, utilización de bosques, montes, prados, dehesas, ríos, caza...) en un etcétera que no tenía más límite que la imaginación y la capacidad de ejercer la coerción extraeconómica, puesto que no se basaba en ningún tipo de mercado libre que recompensara a cada factor de la producción como en el capitalismo.
La renta feudal no se acumulaba en forma de capital, sino que se atesoraba o se consumía. Cualquiera de los dos usos que se le diera, contribuía al mantenimiento del predominio social de los detentores de la renta, y dificultaba la acumulación originaria de capital que necesita el capitalismo. No obstante, la redistribución de la renta feudal, mediante el consumo suntuario, hacia la burguesía urbana de artesanos o mercaderes, permitió que en ese espacio urbano y en las rutas del comercio a larga distancia naciera un capitalismo incipiente durante la Baja Edad Media (transición del feudalismo al capitalismo).